# 草田敏彦
草田 敏彦（くさだ としひこ、1968年5月20日 - ）は、長野朝日放送（abn）のアナウンサー。
長野県飯田市南信濃（旧:下伊那郡南信濃村）出身。長野県飯田高等学校、國學院大學文学部卒業。

## 略歴
1990年に母校の長野県飯田高等学校にて教育実習に参加している。
1991年に長野朝日放送開局と共にアナウンサーとして入社。平日夕方に放送されている報道番組「ABNステーション（現：abnステーション）」でメインキャスターを1994年から2017年までの20年以上にわたり長く務めた。妻は元同局アナウンサー（草田と同期入社）の保坂道代。

## 現在の出演番組
- いいね!信州スゴヂカラ
- スポーツ中継
- abnニュース&天気予報

## 過去の担当番組
- abnステーション（メインキャスター）
- 駅前テレビ